# Sandy Collins
Sandy Collins (San Bernardino, 13 oktober 1958) is een voormalig tennisspeelster uit de Verenigde Staten. Zij was actief in het proftennis van 1978 tot en met 1994.

## Loopbaan

### Enkelspel
Collins debuteerde in 1978 op het toernooi van San Carlos (VS). Drie maanden later speelde zij voor het eerst op een WTA-hoofdtoernooi, op het toernooi van Hilton Head. Later dat jaar had zij haar grandslamdebuut op Wimbledon 1978. Zij stond in 1983 voor het eerst in een finale, op het toernooi van Pennsylvania – zij verloor van de Canadese Carling Bassett. Collins won geen titels in het enkelspel.
Haar beste resultaat op de grandslamtoernooien is het bereiken van de derde ronde. Haar hoogste notering op de WTA-ranglijst is de zeventiende plaats, die zij bereikte in augustus 1981.

### Dubbelspel
Collins behaalde in het dubbelspel betere resultaten dan in het enkelspel. Zij debuteerde in 1982 op het WTA-toernooi van Washington, samen met landgenote Mareen "Peanut" Louie. Zij stond in 1983 voor het eerst in een finale, op het WTA-toernooi van Kansas, samen met de Australische Elizabeth Sayers – hier veroverde zij haar eerste titel, door het Australische koppel Chris O'Neil en Brenda Remilton te verslaan. In 1989 won zij haar enige ITF-titel, in Mobile (VS), samen met de Poolse Renata Baranski. In totaal won zij vier WTA-titels, de laatste in 1991 in Nashville, samen met de Zuid-Afrikaanse Elna Reinach.
Haar beste resultaat op de grandslamtoernooien is het bereiken van de kwartfinale. Haar hoogste notering op de WTA-ranglijst is de zeventiende plaats, die zij bereikte in mei 1992.

#### Gemengd dubbelspel
In de periode 1982–1994 nam Collins aan alle grandslamtoernooien deel, met een scala aan partners. Zo speelde zij op Wimbledon 1993 met de Belg Libor Pimek – zij kwamen niet verder dan de tweede ronde. Haar beste resultaat is het bereiken van de kwartfinale, alleen bij haar eerste twee optredens (beide in 1982).

## Palmares
| Legenda                |
| ---------------------- |
| Grandslamtoernooi      |
| Olympische Spelen      |
| Year-End Championships |
| Tier I                 |
| Tier II                |
| Tier III               |
| Tier IV & V            |

### WTA-finaleplaatsen enkelspel
| nr.              | finale     | toernooi    | ondergrond | tegenstandster  | score         |
| ---------------- | ---------- | ----------- | ---------- | --------------- | ------------- |
| gewonnen finales |            |             |            |                 |               |
| geen             |            |             |            |                 |               |
| verloren finales |            |             |            |                 |               |
| 1.               | 1983-02-20 | WTA Hershey | tapijt (i) | Carling Bassett | 6-2, 0-6, 4-6 |

### WTA-finaleplaatsen vrouwendubbelspel
| nr.              | finale     | toernooi          | ondergrond    | partner           | tegenstandsters                       | score         |         |
| ---------------- | ---------- | ----------------- | ------------- | ----------------- | ------------------------------------- | ------------- | ------- |
| gewonnen finales |            |                   |               |                   |                                       |               |         |
| 1.               | 1983-09-25 | WTA Kansas City   | hardcourt     | Elizabeth Sayers  | Chris O'Neil Brenda Remilton          | 7-5, 7-6      |         |
| 2.               | 1986-10-19 | WTA Japan (Tokio) | hardcourt     | Sharon Walsh-Pete | Susan Mascarin Betsy Nagelsen         | 6-1, 6-2      |         |
| 3.               | 1991-10-06 | WTA Milaan        | tapijt (i)    | Lori McNeil       | Sabine Appelmans Raffaella Reggi      | 7-6, 6-3      | details |
| 4.               | 1991-11-10 | WTA Nashville     | hardcourt (i) | Elna Reinach      | Yayuk Basuki Caroline Vis             | 5-7, 6-4, 7-6 |         |
| verloren finales |            |                   |               |                   |                                       |               |         |
| 1.               | 1984-03-25 | WTA Dallas        | tapijt (i)    | Elizabeth Sayers  | Leslie Allen Anne White               | 4-6, 7-5, 2-6 |         |
| 2.               | 1984-05-06 | WTA Johannesburg  | hardcourt (i) | Andrea Leand      | Rosalyn Fairbank Beverly Mould        | 1-6, 2-6      |         |
| 3.               | 1985-10-13 | WTA Indianapolis  | tapijt (i)    | Penny Barg        | Bonnie Gadusek Mary-Lou Piatek        | 1-6, 0-6      |         |
| 4.               | 1986-03-09 | WTA Hershey       | tapijt (i)    | Kim Sands         | Candy Reynolds Anne Smith             | 6-7, 1-6      |         |
| 5.               | 1986-10-26 | WTA Singapore     | hardcourt (i) | Sharon Walsh-Pete | Anna-Maria Fernandez Julie Richardson | 3-6, 2-6      |         |
| 6.               | 1987-04-19 | WTA Japan (Tokio) | hardcourt     | Sharon Walsh-Pete | Kathy Jordan Betsy Nagelsen           | 3-6, 5-7      |         |
| 7.               | 1987-04-26 | WTA Taipei        | tapijt (i)    | Sharon Walsh-Pete | Cammy MacGregor Cynthia MacGregor     | 6-7, 7-5, 4-6 |         |
| 8.               | 1989-02-26 | WTA Wichita       | hardcourt (i) | Leila Meschi      | Manon Bollegraf Lise Gregory          | 2-6, 6-7      |         |
| 9.               | 1990-10-21 | WTA Scottsdale    | hardcourt     | Ronni Reis        | Elise Burgin Helen Kelesi             | 4-6, 2-6      |         |
| 10.              | 1991-06-16 | WTA Birmingham    | gras          | Elna Reinach      | Nicole Provis Elizabeth Smylie        | 3-6, 4-6      |         |
| 11.              | 1991-11-03 | WTA Scottsdale    | hardcourt     | Elna Reinach      | Mareen Louie Cammy MacGregor          | 5-7, 6-3, 3-6 |         |
| 12.              | 1992-02-09 | WTA Osaka         | tapijt (i)    | Rachel McQuillan  | Rennae Stubbs Helena Suková           | 6-3, 4-6, 5-7 |         |
| 13.              | 1992-06-14 | WTA Birmingham    | gras          | Elna Reinach      | Lori McNeil Rennae Stubbs             | 7-5, 3-6, 6-8 |         |
| 14.              | 1992-11-14 | WTA Indianapolis  | hardcourt (i) | Mary-Lou Piatek   | Katrina Adams Elna Reinach            | 7-5, 2-6, 4-6 |         |

### Gewonnen ITF-toernooien dubbelspel
| nr. | finale     | toernooi | dotatie | partner         | tegenstandsters in finale        | score    |
| --- | ---------- | -------- | ------- | --------------- | -------------------------------- | -------- |
| 1.  | 1989-10-15 | Mobile   | $25.000 | Renata Baranski | Kathy Foxworth Vincenza Procacci | 6-3, 6-4 |

## Resultaten grandslamtoernooien
| Legenda | Legenda                          |
| ------- | -------------------------------- |
| g.t.    | geen toernooi gehouden           |
| l.c.    | lagere categorie                 |
| –       | niet deelgenomen                 |
| G       | uitgeschakeld in de groepsfase   |
| 1R      | uitgeschakeld in de eerste ronde |
| 2R      | uitgeschakeld in de tweede ronde |
| 3R      | uitgeschakeld in de derde ronde  |
| 4R      | uitgeschakeld in de vierde ronde |
| KF      | uitgeschakeld in de kwartfinale  |
| HF      | uitgeschakeld in de halve finale |
| F       | de finale verloren               |
| W       | het toernooi gewonnen            |
| w-v     | winst/verlies-balans             |

### Enkelspel
| Toernooi        | 1978 | 1979 | 1980 | 1981 | 1982 | 1983 | 1984 | 1985 |    | 1987 | 1988 | 1989 | 1990 | 1991 |
| --------------- | ---- | ---- | ---- | ---- | ---- | ---- | ---- | ---- | -- | ---- | ---- | ---- | ---- | ---- |
| Australian Open | –    | –    | –    | –    | –    | –    | 1R   | –    | 1R | 2R   | 1R   | –    | 1R   |      |
| Roland Garros   | –    | –    | –    | 3R   | 3R   | 2R   | 1R   | 1R   | –  | –    | –    | –    | –    |      |
| Wimbledon       | 1R   | 2R   | 1R   | 3R   | 1R   | 2R   | 1R   | 1R   | –  | 1R   | 1R   | –    | –    |      |
| US Open         | 3R   | 1R   | 1R   | 1R   | 2R   | 1R   | 2R   | 1R   | –  | –    | 1R   | 1R   | –    |      |

### Vrouwendubbelspel
| Toernooi        | 1978 | 1979 | 1980 | 1981 | 1982 | 1983 | 1984 | 1985 | 1986 | 1987 | 1988 | 1989 | 1990 | 1991 | 1992 | 1993 | 1994 |
| --------------- | ---- | ---- | ---- | ---- | ---- | ---- | ---- | ---- | ---- | ---- | ---- | ---- | ---- | ---- | ---- | ---- | ---- |
| Australian Open | –    | –    | –    | –    | –    | –    | 1R   | –    | g.t. | KF   | KF   | 1R   | 2R   | 2R   | –    | 1R   | –    |
| Roland Garros   | –    | –    | –    | 2R   | 1R   | 1R   | 3R   | 3R   | –    | –    | –    | 1R   | 1R   | KF   | 3R   | 1R   | 2R   |
| Wimbledon       | –    | –    | –    | 1R   | 3R   | 3R   | 3R   | 1R   | 3R   | 2R   | 2R   | 1R   | 1R   | 1R   | 3R   | 2R   | 1R   |
| US Open         | 2R   | 2R   | 1R   | 2R   | 2R   | 3R   | 1R   | 2R   | 2R   | 1R   | 1R   | 1R   | 1R   | KF   | 3R   | KF   | 2R   |

### Gemengd dubbelspel
| Toernooi        | 1982 | 1983 |    | 1985 | 1986 | 1987 | 1988 | 1989 | 1990 | 1991 | 1992 | 1993 | 1994 |
| --------------- | ---- | ---- | -- | ---- | ---- | ---- | ---- | ---- | ---- | ---- | ---- | ---- | ---- |
| Australian Open | –    | –    | –  | g.t. | 1R   | –    | –    | –    | 2R   | –    | 1R   | –    |      |
| Roland Garros   | KF   | 3R   | 1R | –    | –    | –    | 1R   | 1R   | 2R   | 2R   | 2R   | 1R   |      |
| Wimbledon       | –    | –    | –  | –    | 1R   | 2R   | 1R   | 2R   | 2R   | 1R   | 2R   | 1R   |      |
| US Open         | KF   | –    | –  | 1R   | 1R   | –    | –    | 1R   | –    | 2R   | –    | –    |      |